# Comostolopsis tmematica
Comostolopsis tmematica är en fjärilsart som beskrevs av Louis Beethoven Prout 1934. Comostolopsis tmematica ingår i släktet Comostolopsis och familjen mätare. Inga underarter finns listade i Catalogue of Life.